# Hild József

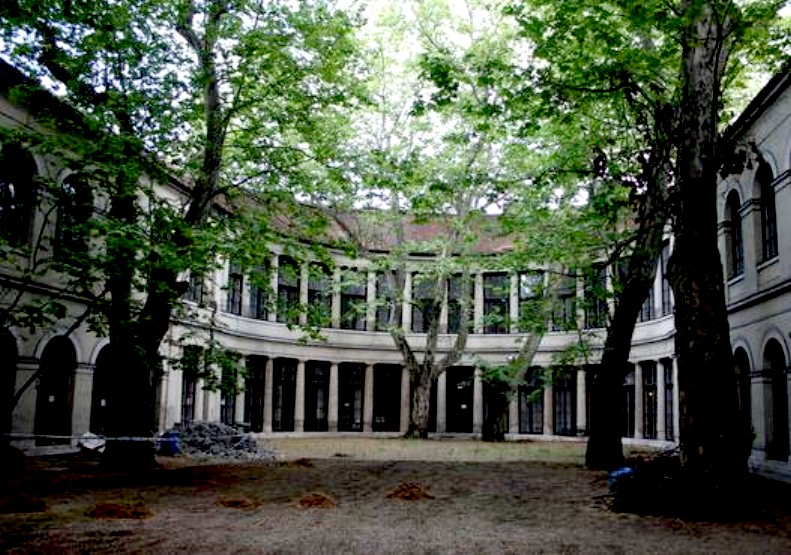
A Császár fürdő udvara 2009-ben

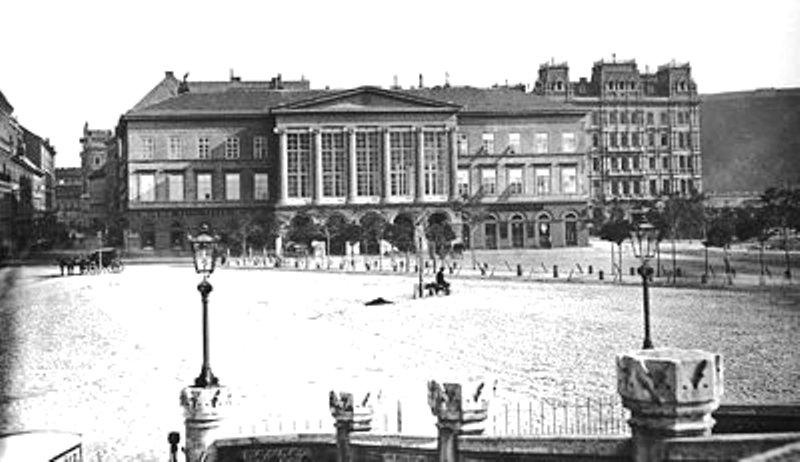
Lloyd-palota 1887 körül

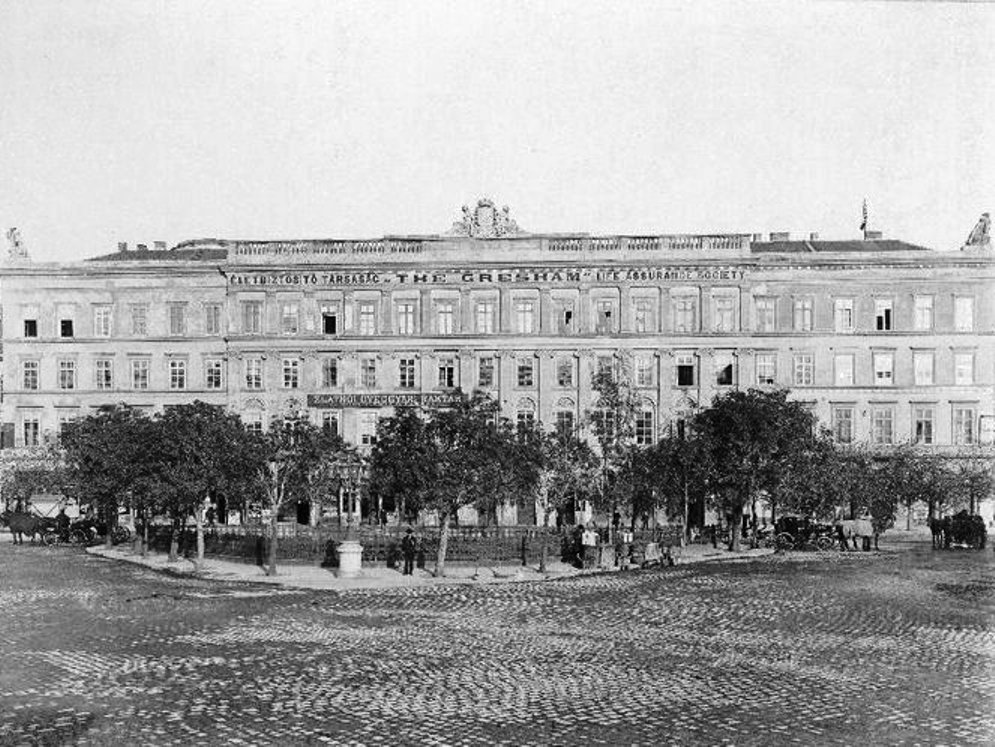
Nákó-palota 1903-ban. Helyén épült a Gresham Palota

Hild József (Pest, 1789. december 8. – Pest, 1867. március 6.) magyar építész. A hazai klasszicista építészet egyik legnagyobb alakja, a reformkori Pest arculatának kialakításában meghatározó szerepet játszott építész. Hild János építész fia, Hild Viktor újságíró nagyapja.

## Életpályája
Családja második gyermekeként született. Apja – a pesti Újépület építésvezetője – környezetében kapta első gyermekkori benyomásait, az itteni viszonyok közt forrt össze az építészet helyi realitásaival, igényeivel és küzdelmeivel. A piaristák pesti gimnázium eminens tanulója volt 1799 és 1804 között. A Bécsi Művészeti Akadémia elvégzése után az Esterházyak udvari építésze, a kismartoni kastély átépíttetője, Charles Moreau (1758–1840) mellett dolgozott Kismartonban és Bécsben. A gyakorlati ismereteket apja, Hild János építkezésein sajátította el, akinek 1809-ben már hivatalosan is szerepelt vállalkozásaiban. Apja 1811-ben bekövetkezett halálakor félbeszakította tanulmányait, és építőmesteri engedélyért folyamodott a Helytartótanácshoz, de az építőipari gyakorlata elmélyítéséhez kötötte az engedély kiadását. Hild ezért Itáliába utazott, s kiegészítő tanulmányokat végzett Nápolyban, Rómában, Firenzében és Milánóban. Itt ismerkedett meg a reneszánsz építészet szerkezeti megoldásaival, az ókeresztény oszlopos-gerendás templomok egyszerűségével. Nem véletlen, hogy legjelentősebb, legismertebb alkotásai templomok, azonban az általa tervezett legtöbb épület világi célokat szolgált.
Hazatérését követően, az 1820-as években lendült fel építészi tevékenysége, s bár már ekkor elismertséget szerzett magának, legjelentősebb művei az 1838-as pesti árvíz pusztításait követően épültek fel. 1844-ben megkapta az építőmesteri címet. A kor legtermékenyebb hazai mestere volt, egyedül Pesten megközelítően 900 tervre kapott engedélyt, és ezeknek tekintélyes része meg is valósult.
1836-ban a bécsi Képzőművészeti Akadémia Pollack Mihállyal együtt felvette rendes tagjainak sorába. Pest – bár legszebb városrészének arculatát az ő tevékenysége határozta meg – csak hat évvel később, 1842-ben ismerte el érdemeit azzal, hogy díszpolgárrá választotta. Újabb tizenkét év telt el, míg 1854-ben kinevezték „Pest város architektor-építészévé”.
Hild klasszicista stílusban fogant építőtevékenysége nagymértékben hozzájárult a 19. század első felének magyarországi, s főként pest-budai arculatának kialakításához. Élete utolsó évtizedében a romantikus historizmus felé fordult ugyan, de életművének meghatározó darabjai a klasszicista stílusban felépült egyházi épületek: az esztergomi bazilika, az egri főszékesegyház, a ceglédi és a kunhegyesi református templom („az Alföld katedrálisa”). Az ő elképzelései szerint kezdték el építeni a budapesti Szent István-bazilikát is, a terveket utóbb azonban Ybl Miklós átrajzolta. Ő tervezte 1856-ban a Deák téri evangélikus templom főhomlokzatát.
Az általa alkotott jelentős középületek közé tartozott az időközben lebontott, Széchenyi téri Lloyd-palota, de Budapesten lépten-nyomon találkozhatunk a magánmegbízásokból felépült Hild-bérházakkal. Ilyenek a Belvárosban a Gross- (József nádor tér 1.), a Károlyi–Trattner- (Petőfi Sándor utca 3.), a Derra- és a Marczibányi-ház (mindkettő a mai Október 6. utcában), illetve hűvösvölgyi villái (Csendilla, Hild-villa). A Kálvin téri református templom oszlopos timpanonnal zárt előcsarnokát az 1838-as pesti árvíz helyreállítását követően, az oldalkarzatokat pedig 1854–55-ben, Hild tervei alapján építették fel, az angol születésű Zichy Emmanuelné Strachan Sarolta grófnő adományából.
Esztergomban az ő tervei alapján épült a Takarékpénztár épülete, a Bibliotheka, és az ő tervei szerint fejezték be a papnevelő intézet épületét is.
1861-ben 1000 forintos éves fizetését – amelyet 1854 óta mint Pest város építésze kapott – megvonták. A hetvenen felüli Hild, aki sohasem kereste a megbízásokat, már csak elvétve kapott olyan munkát, amely megélhetéséhez nyugodt anyagi alapot biztosított volna.
„Hild József, aki soha, még amikor az ország legfoglalkoztatottabb építésze volt, sem vitt ún. nagy házat, életének ez utolsó szakaszában, különösen pedig özvegységének hét évében igénytelen szerénységben élt lipótvárosi, Fő (ma Arany János) utca 14. sz. bérlakásában, és ritkán mutatkozott tisztelői körében, a Blumenstöckl-vendéglő Hild József-asztaltársaságának összejövetelein. Hírét, tekintélyét nem gyümölcsöztette, mint ahogy sokan tették, akik érdemekben meg sem közelítették őt, s így a szétfoszló érdeklődésű közvélemény mind kevésbé tartotta számon.”
„Szinte észrevétlenül távozott abból a városból, amelynek annyi száz épülete fogamzott meg az ő képzeletében. Meghalt 1867. március 6-án tüdőgyulladásban, a mai Arany János utca 14. sz. házban lévő lakásán. 1867. március 8-án parentálja el a Fővárosi Lapok mindössze ennyivel: »Hild József, ismeretes pesti építész tegnapelőtt, 79(sic!) éves korában meghalt«.”
1867. március 8-án a Kerepesi temető XXV. parcellájában, a 7. sor 10. számú sírjába a legnagyobb egyszerűséggel helyezték „örök” nyugalomra földi maradványait.

## Néhány alkotása
Hild József műveinek száma megközelíti a 900-at. Pesti épületeinek teljes listája – időrendi sorrendben – megtalálható Rados Jenő Hild József életműve című könyvében.
- 1824: a budapesti Gross-ház (V., József nádor tér 1.)
- 1827–1828: budapesti Lloyd-palota, az egykori Pesti Polgári Kereskedelmi Testület székháza. 1948-ban lebontották, jelenleg a Hotel Atrium Hyatt – ma Sofitel – szálló van a helyén, Zalaváry Lajos munkája.
- 1831–1837: egri főszékesegyház
- 1834: Ceglédi református nagytemplom
- 1834: bajnai Sándor–Metternich-kastély
- 1836: bajai Kálvária-kápolna
- 1836: szilvásváradi református templom
- 1838: budapesti Derra-ház (V., Október 6. utca és József Attila utca 16. sarokház)
- 1839: kunhegyesi református templom („az Alföld katedrálisa”)
- 1838–1846: esztergomi bazilika (1822–38 között Kühnel Pál, majd Packh János tervezte)
- 1839–1840: budapesti Tigris szálló, volt Wagner-ház (V., Nádor utca 5.)
- 1841–1844: budapesti Császár fürdő (III., Frankel Leó út 31–33.) (ma: Hotel Császár)
- 1843–1854: budapesti Hermina-kápolna (XIV., Hermina út 23.)
- 1844: budapesti Hild-villa (XII., Budakeszi út 38.)
- 1844: budapesti Csendilla-villa (II., Budakeszi út 73.)
- 1844: budapesti villa (XII., Városmajor utca 39/a.), lebontották
- 1845: budapesti villa (XII., Diana utca 17.)
- 1846: budapesti Libaschinszky-villa (XII., Mátyás király út 14.), ma követségi rezidencia
- 1852. budapesti Pscherer-ház (VII., Dob utca 3.), Pscherer Miklós egykori bérháza
- 1856: budapesti Deák téri evangélikus templom főhomlokzata
- 1856: budapesti Fácános vendégház
- 1851–1867: budapesti Szent István-bazilika, halála után Ybl Miklós fejezte be
- 1853: budapesti Ullmann-ház (V., Nádor utca 18.), ma lakóház
- 1853: esztergomi Főszékesegyházi Könyvtár
- 1860–1862: Esztergomi Takarékpénztár
- 1861–1865: esztergomi papnevelde
- 1861-től: budapesti Pesti Magyar Kereskedelmi Bank, későbbi Gerbeaud-ház (V., Vörösmarty tér)

## Emlékezete
- Nevét viseli a Budapest V. Kerületi Hild József Általános Iskola és a Győri SZC Hild József Építőipari Technikum.
- Nevét viseli a 241368 Hildjózsef kisbolygó.[13]

## Képgaléria
Templomok:

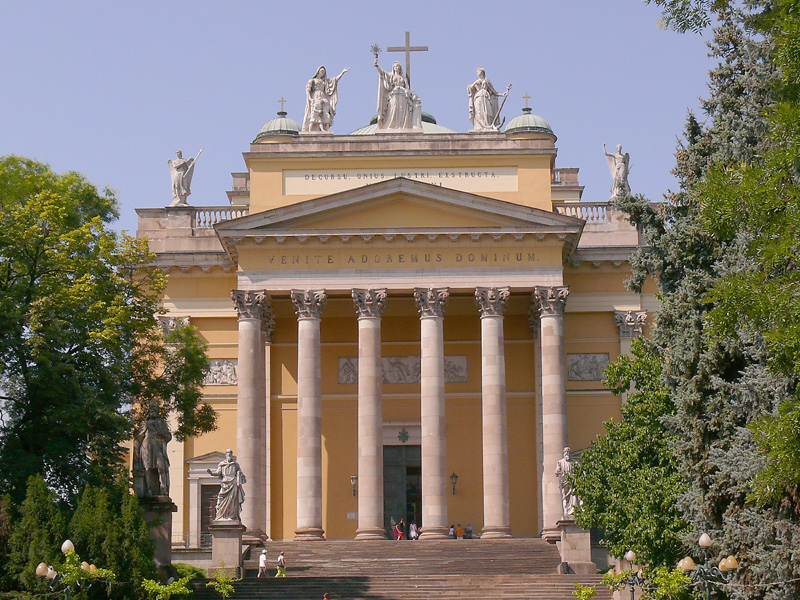
Egri főszékesegyház főhomlokzata 1831–37
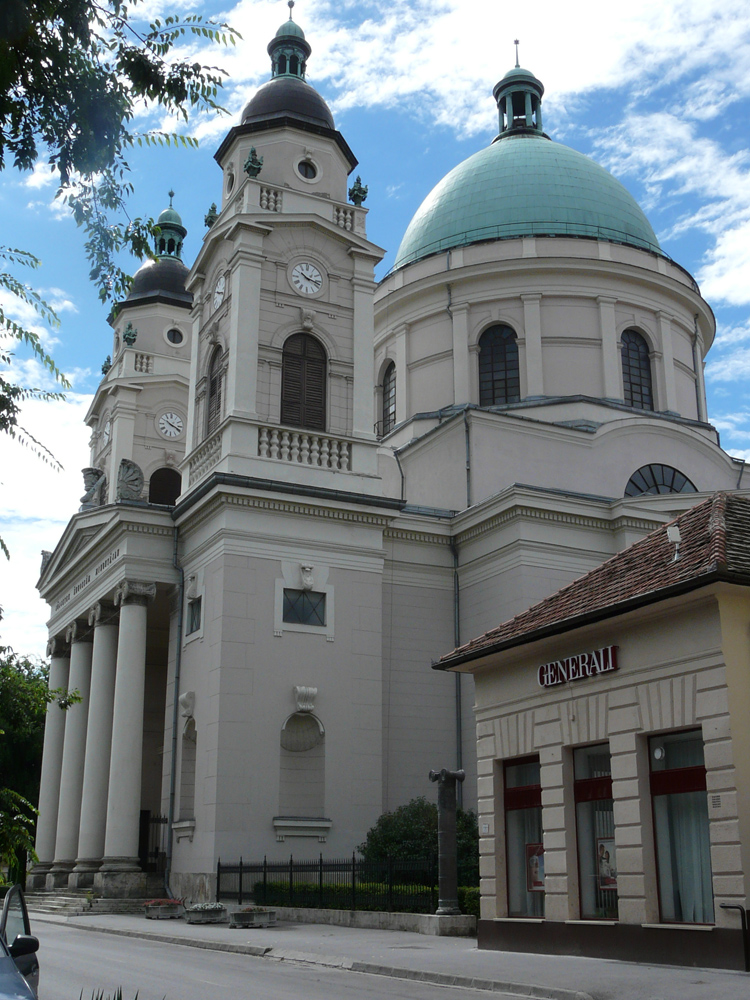
Cegléd. Református nagytemplom, 1834
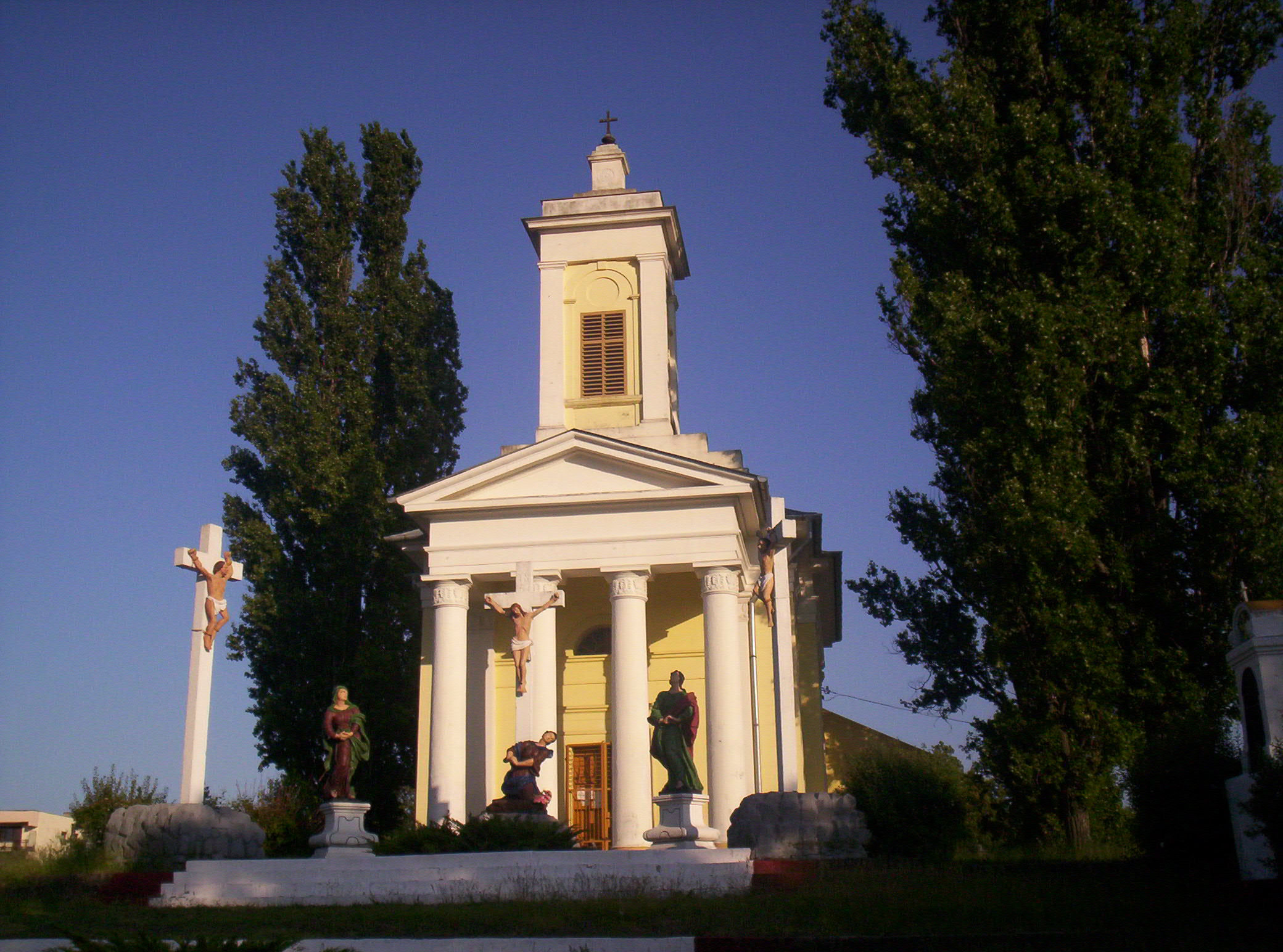
Baja. Kálvária-kápolna, 1836
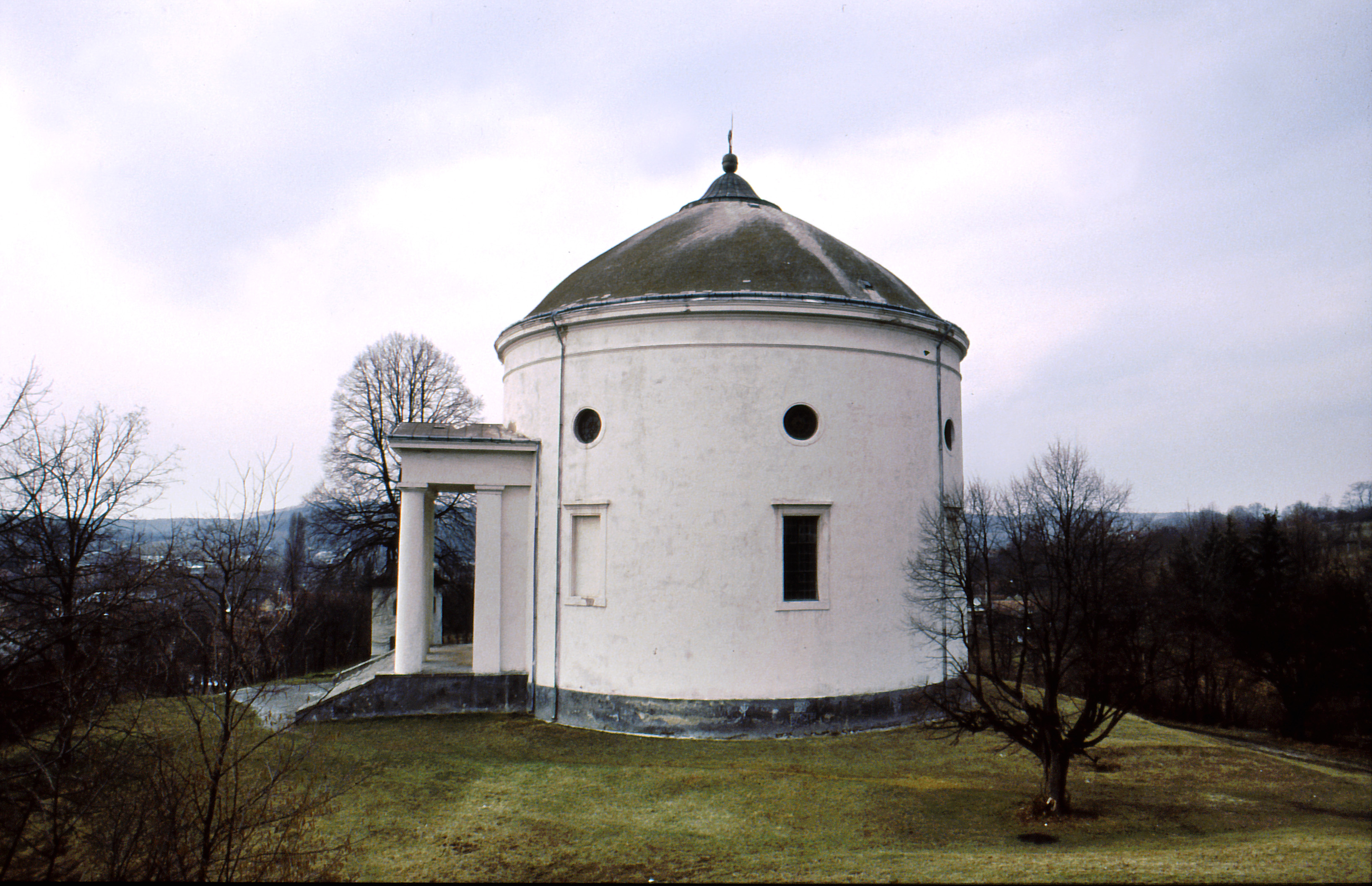
Szilvásvárad. Református templom, 1836
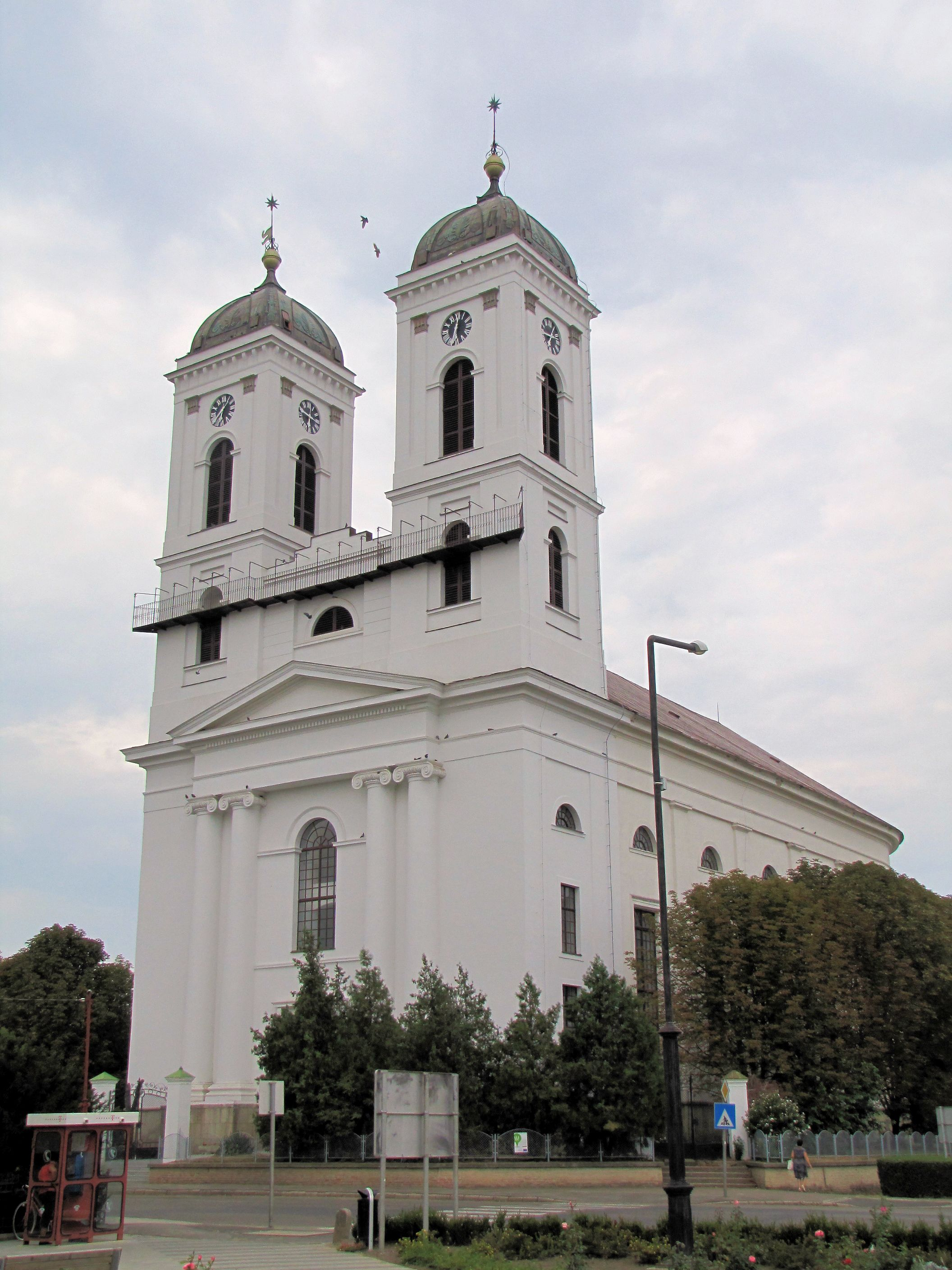
Kunhegyes. Református templom, 1839
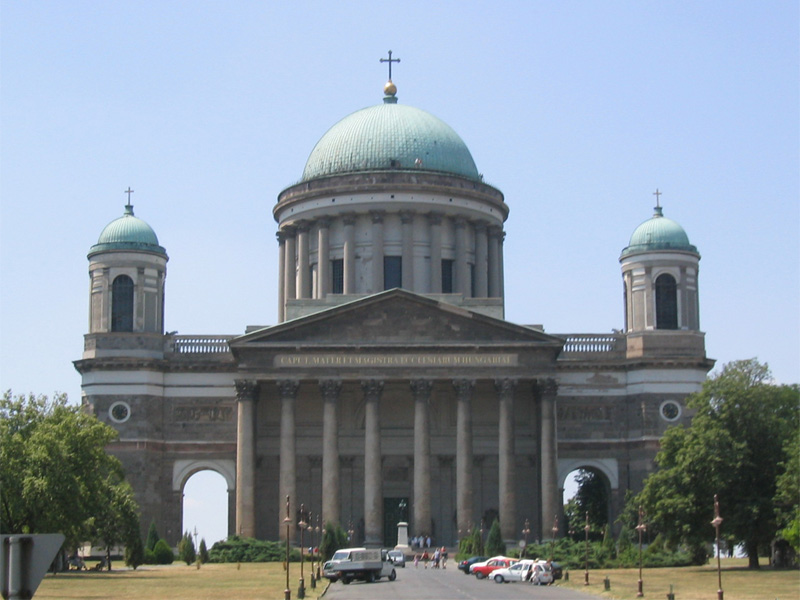
Az Esztergomi Bazilika főhomlokzata 1838–46
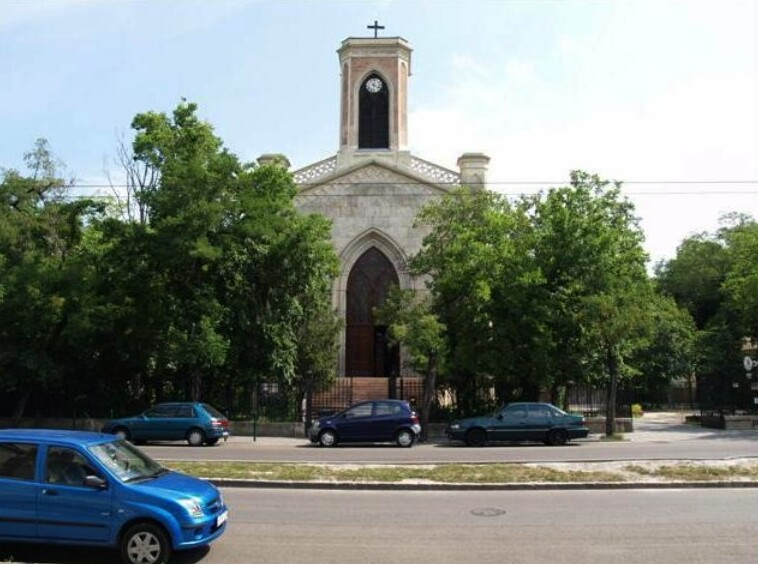
Hermina-kápolna, 1843-54
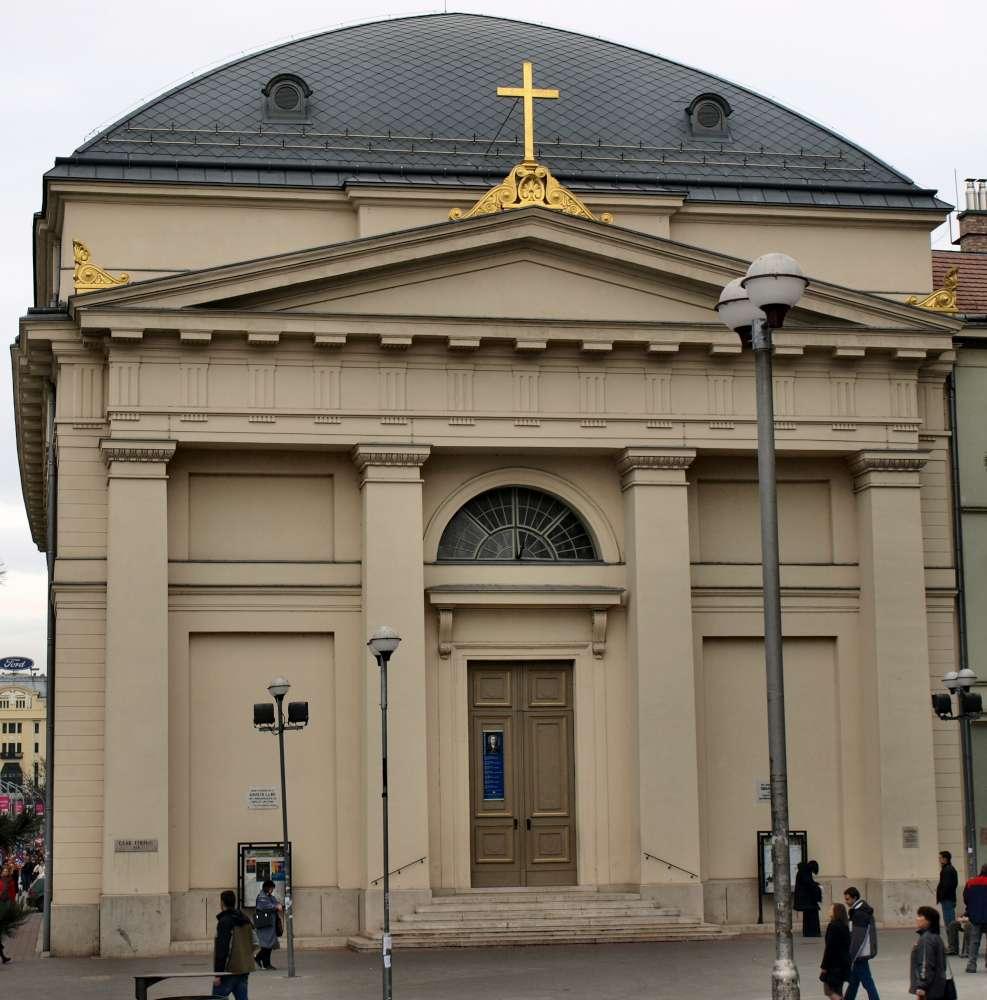
Deák téri evangélikus templom főhomlokzata, 1856

Lakóházak és középületek:

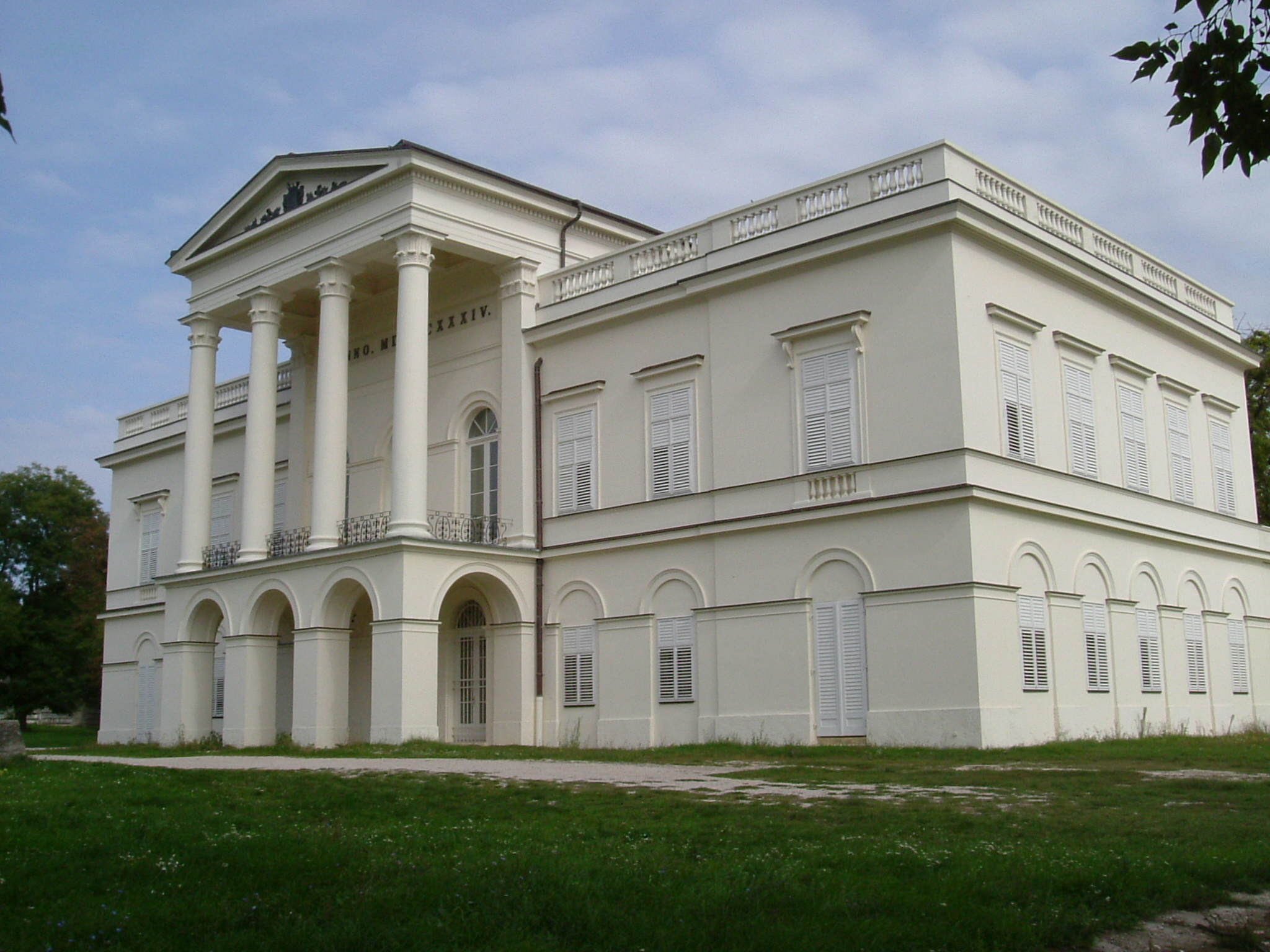
Bajna. Sándor–Metternich-kastély, 1834
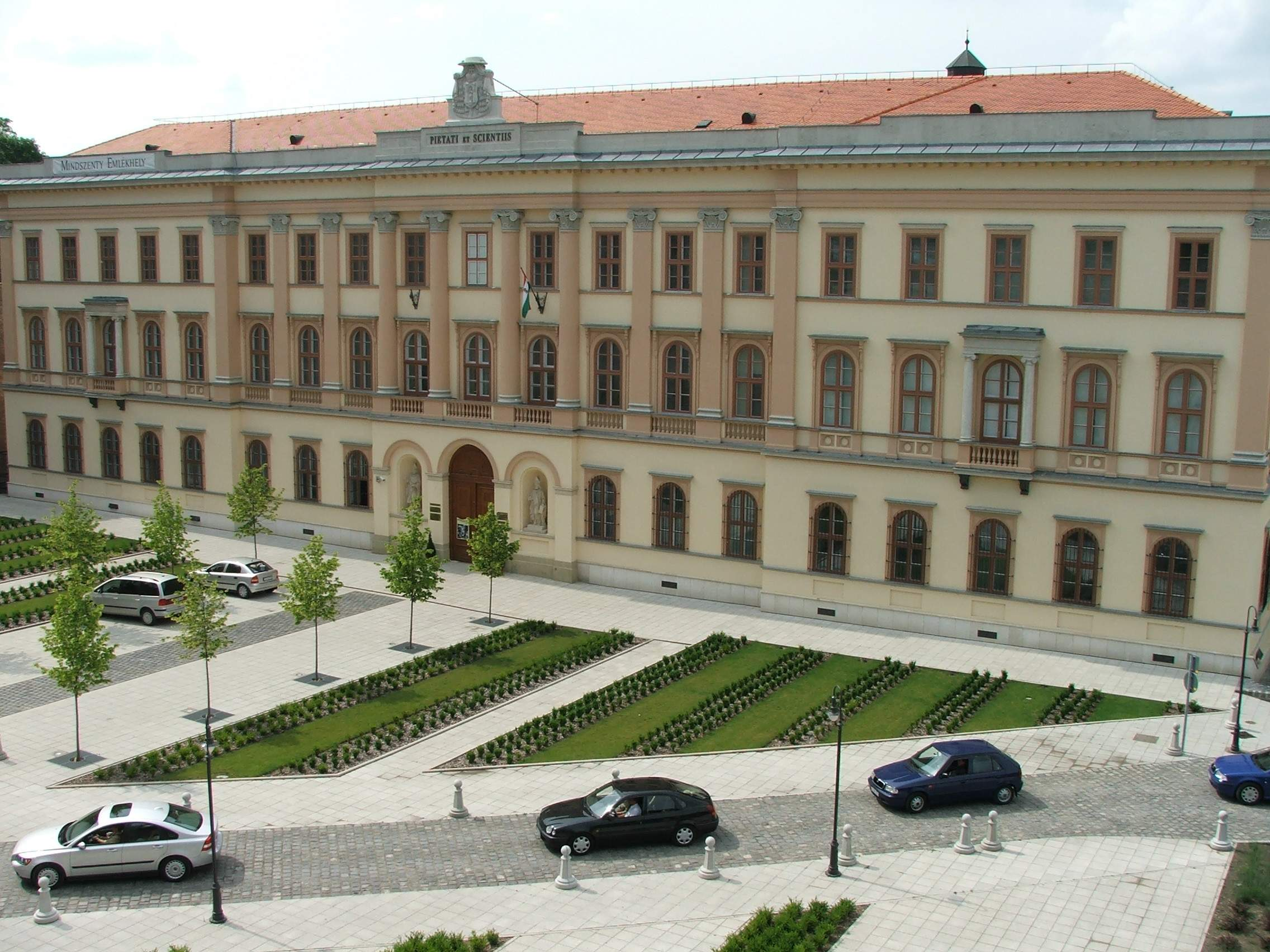
Esztergom Papnevelde déli homlokzata, 1861–65
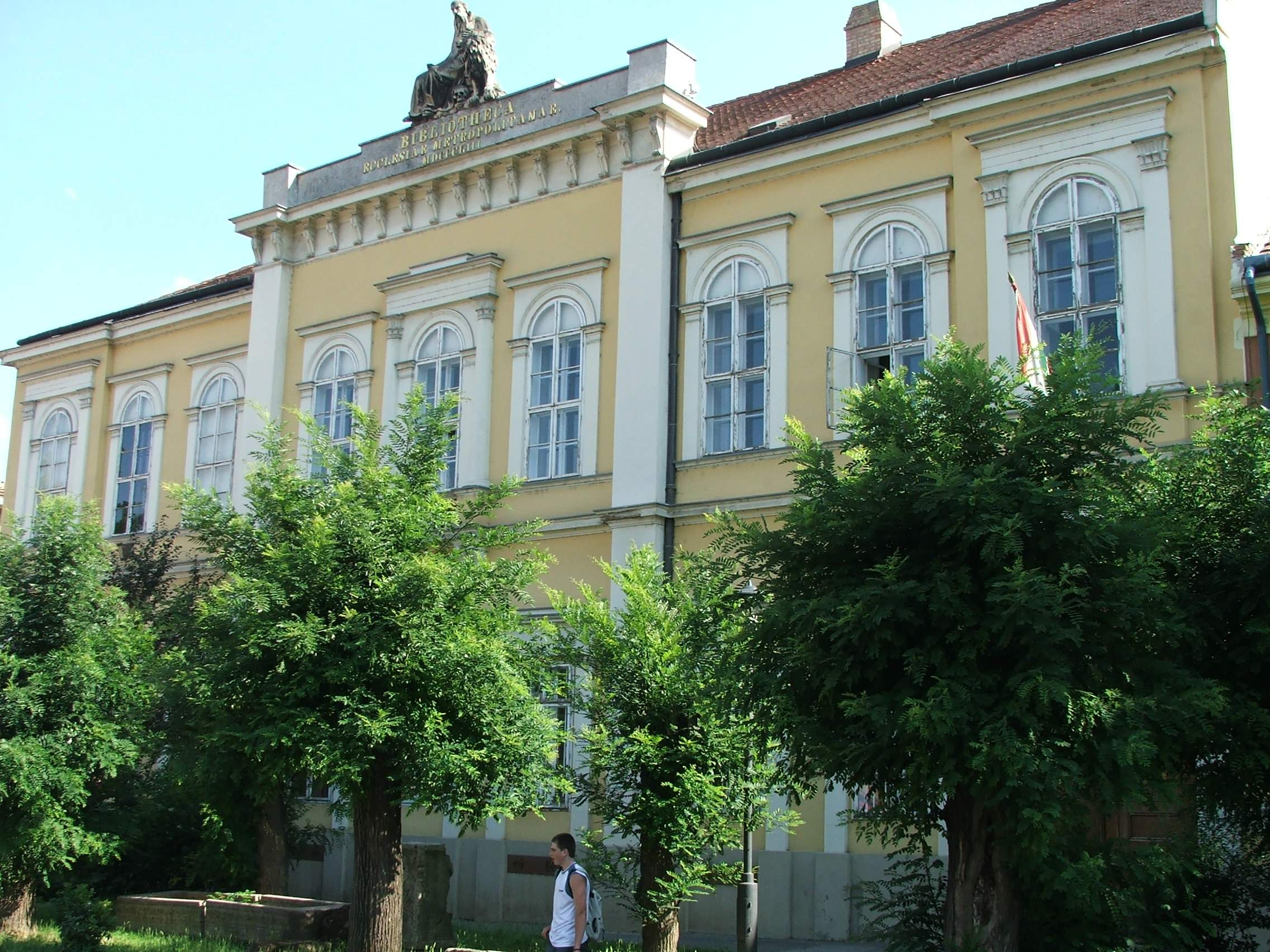
Az Esztergom Főegyházmegye Könyvtár, 1853
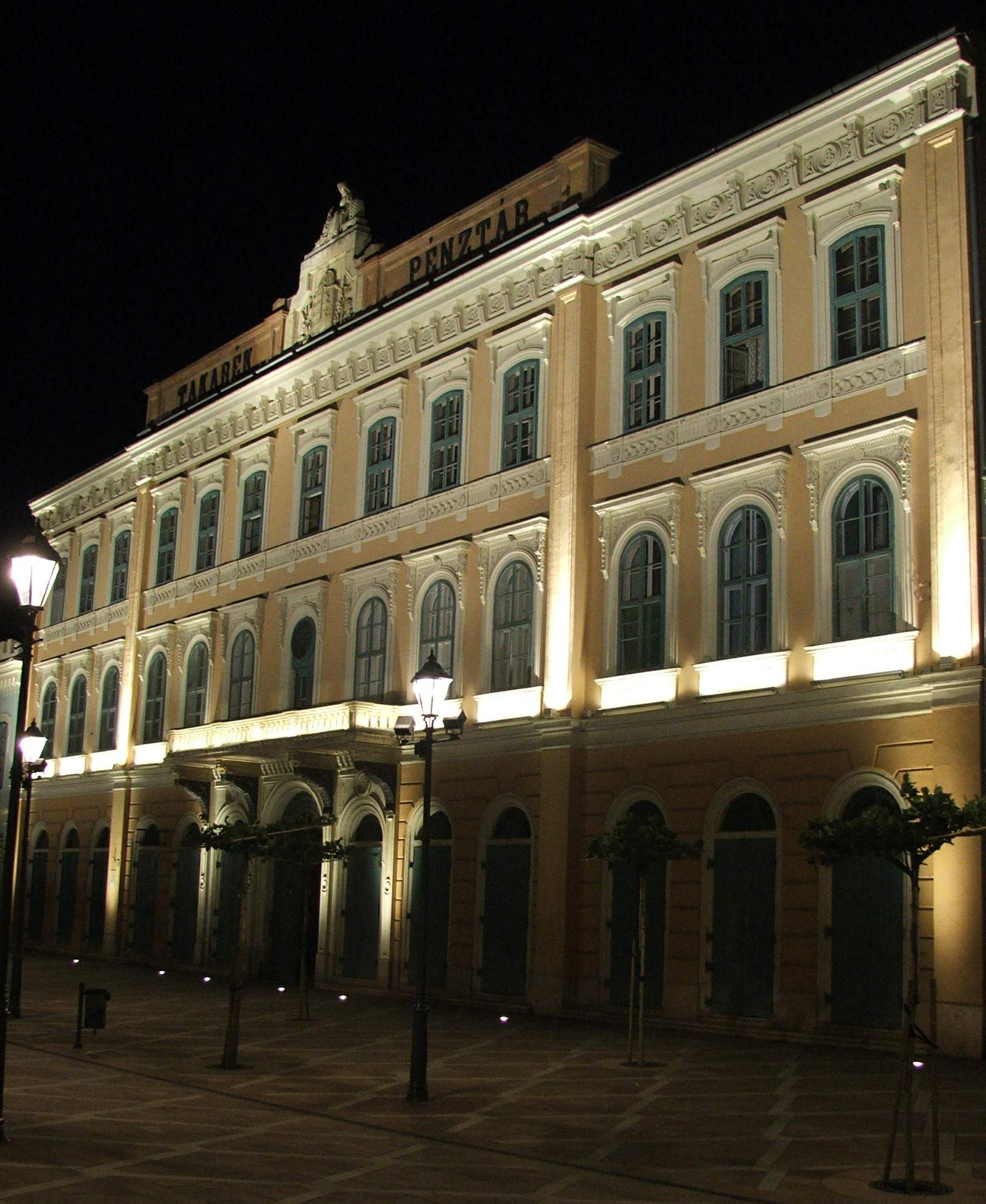
Esztergom Takarékpénztár, 1860–62
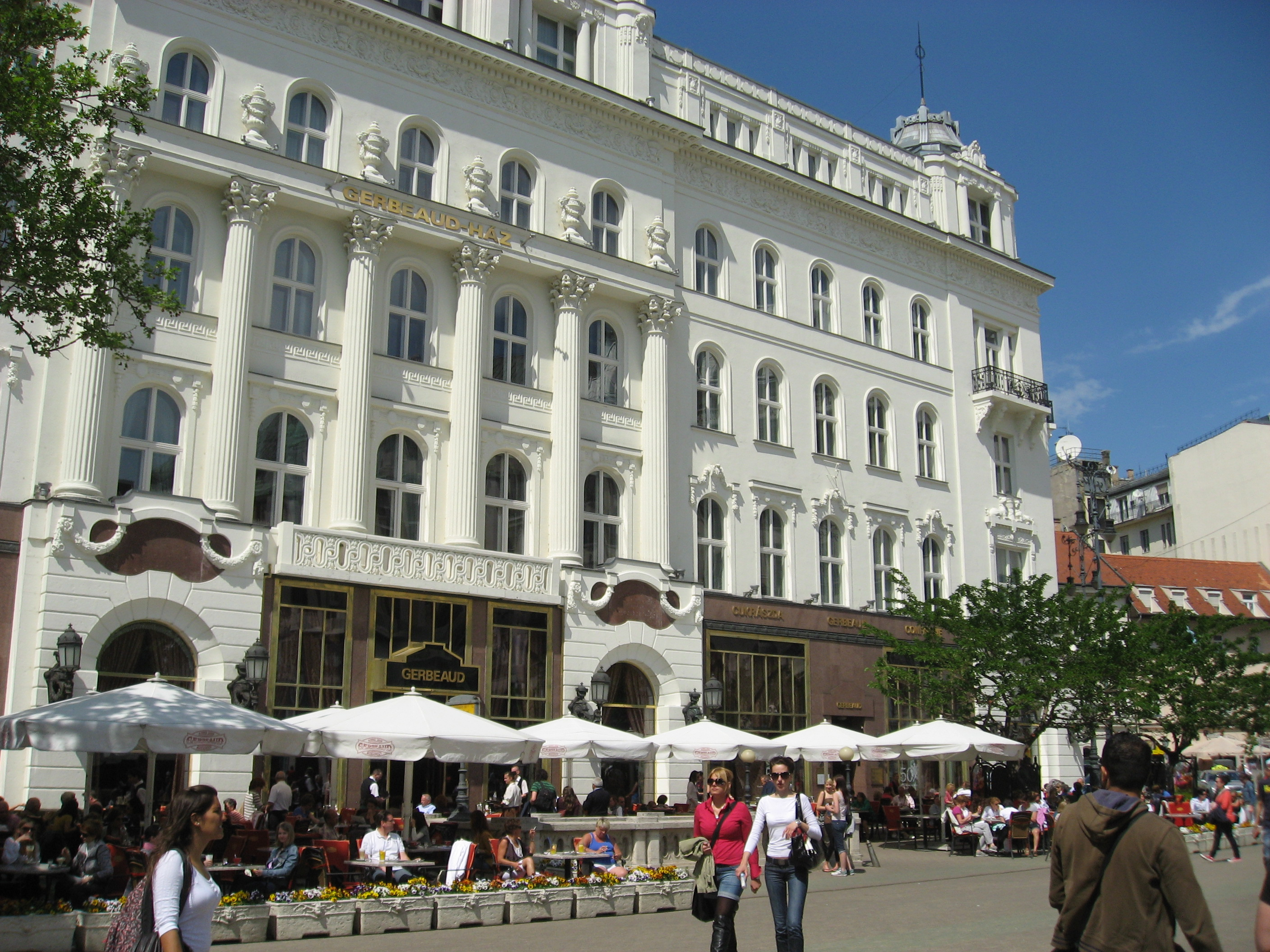
Bp. V., Vörösmarty tér 7–8. (Gerbeaud-ház)
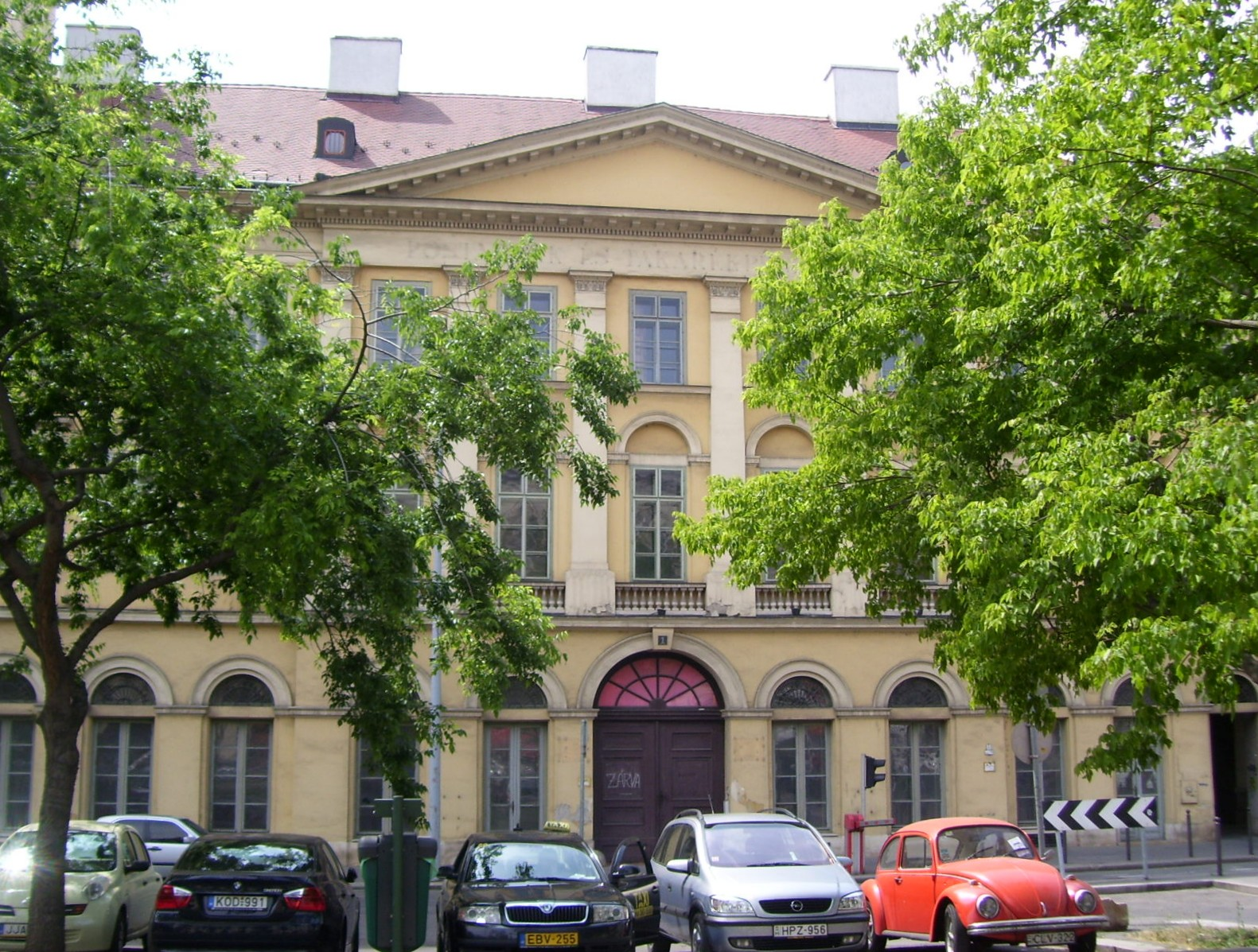
Bp. V., József nádor tér 1. sz., 1824 (a volt Gross-ház)
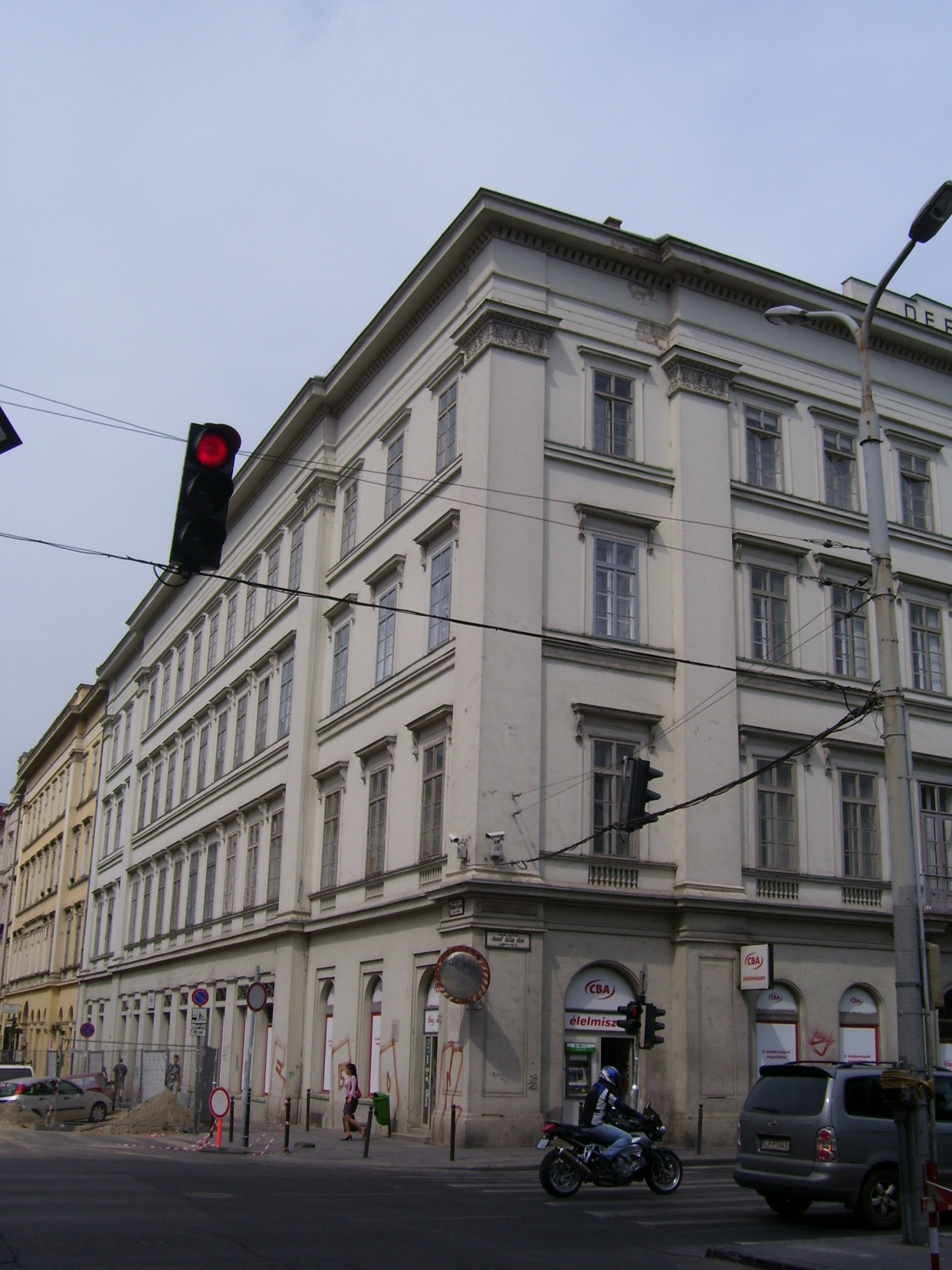
Bp. V., József A. u. 16. sz., 1838 (volt Derra-ház)
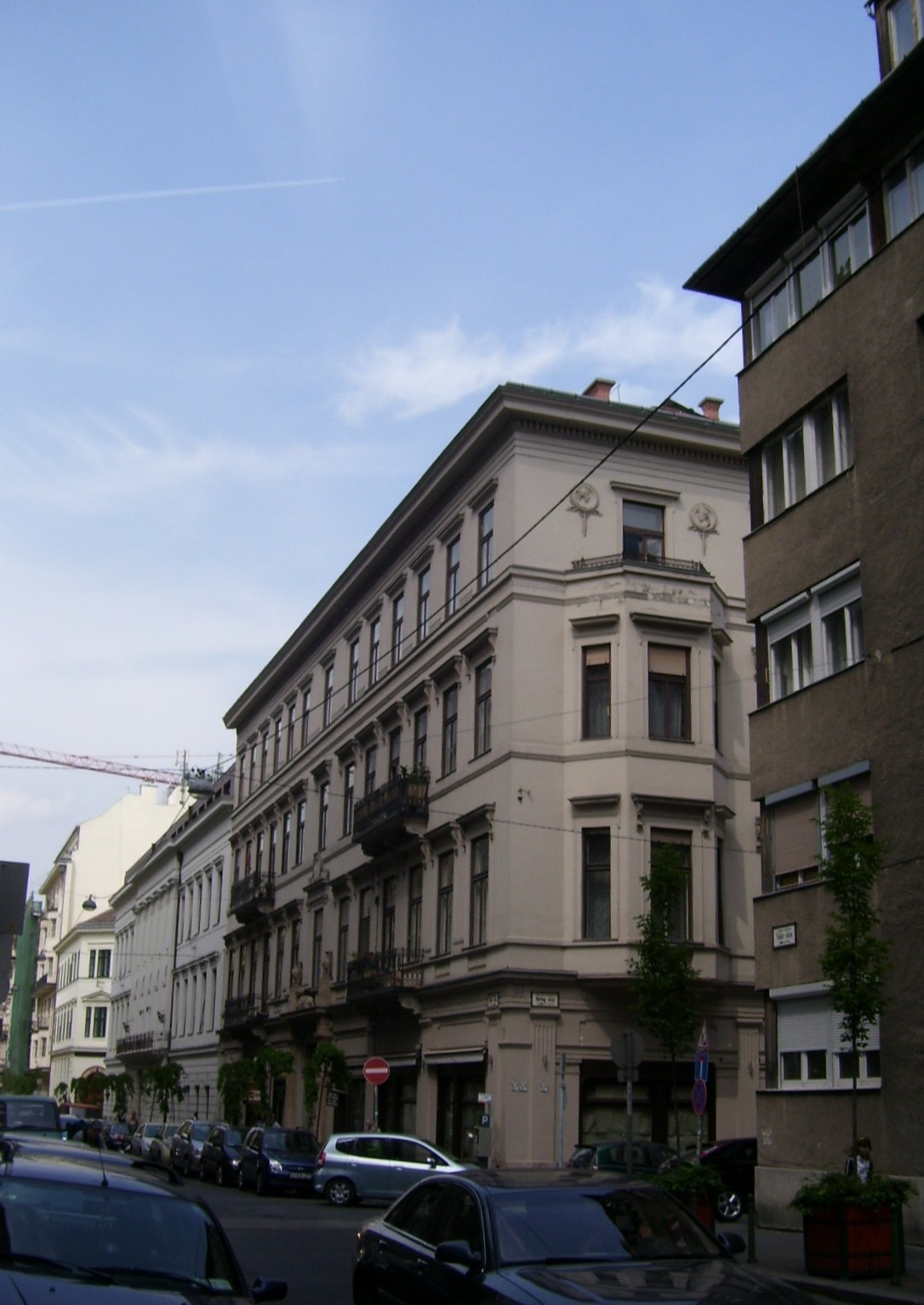
Bp. V., Nádor utca 5. sz., 1839–40 (a volt Wagner-ház)
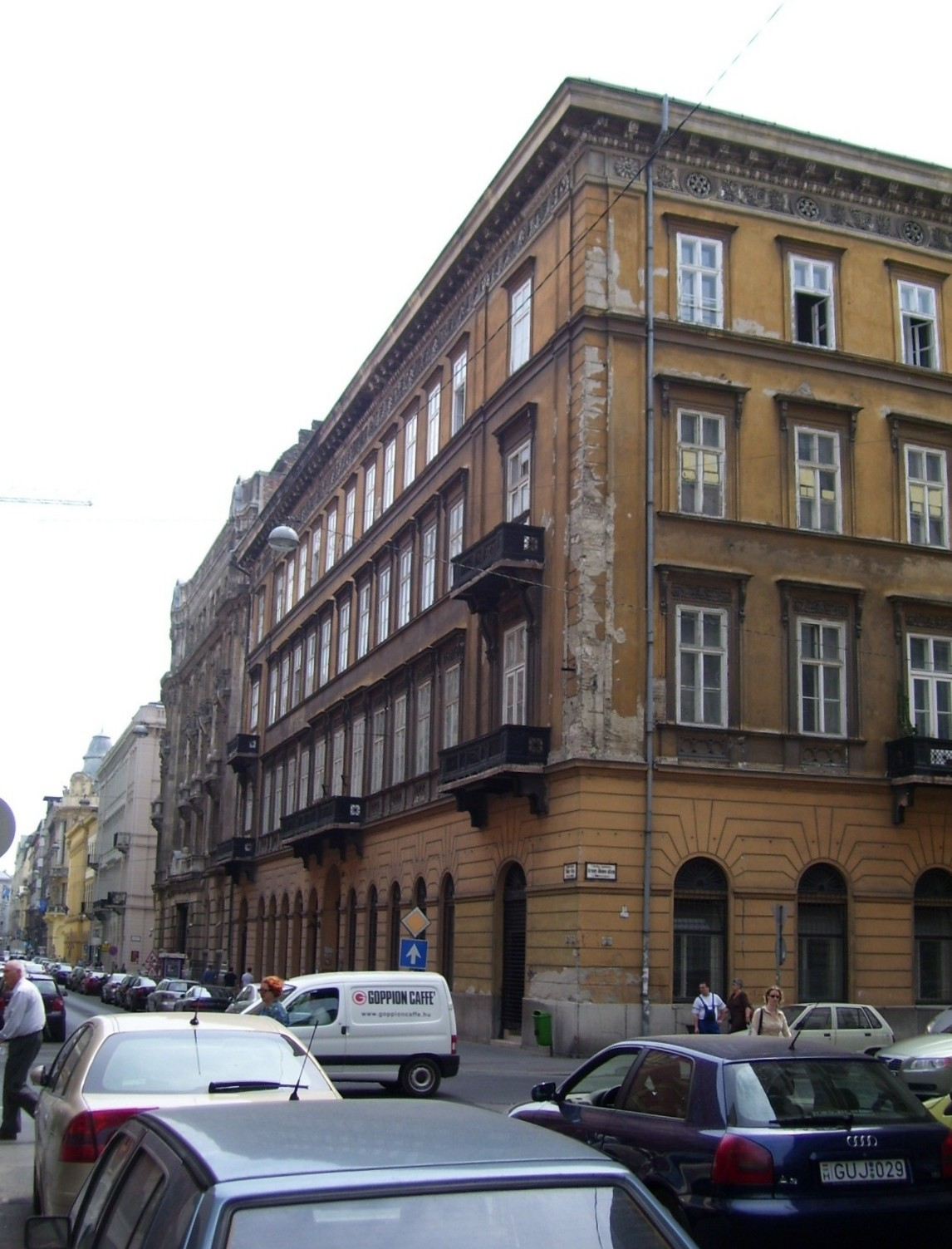
Bp. V. Nádor utca 18. sz., 1853 (a volt Ullmann-ház)
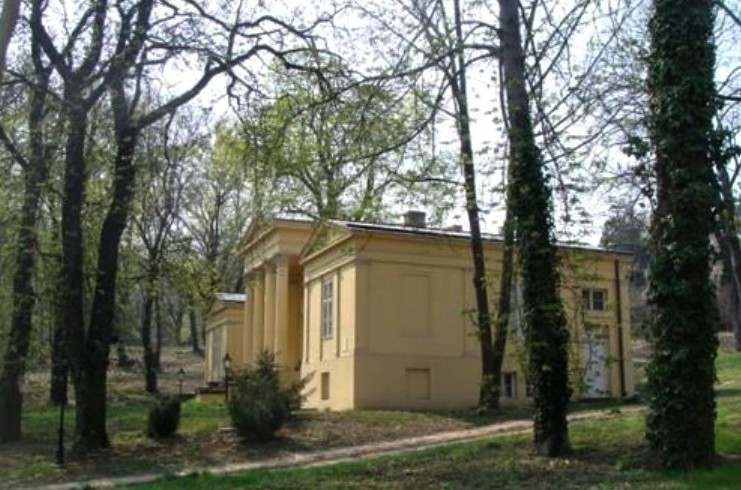
Hild-villa, Bp. XII., Budakeszi út 38–40., 1844
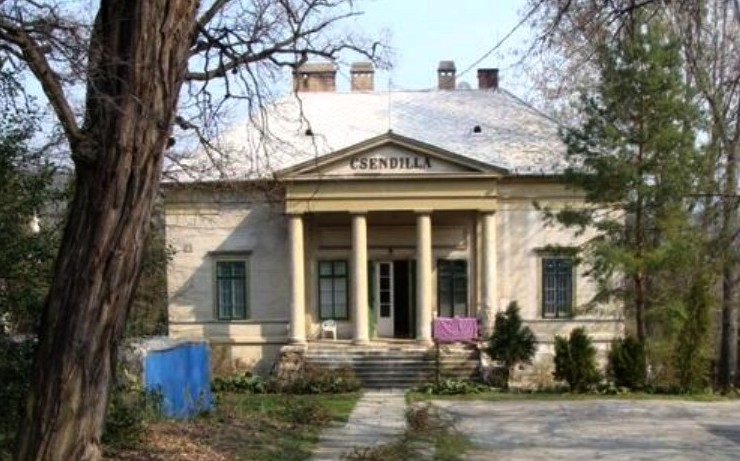
Csendilla Bp. II., Budakeszi út 73., 1844
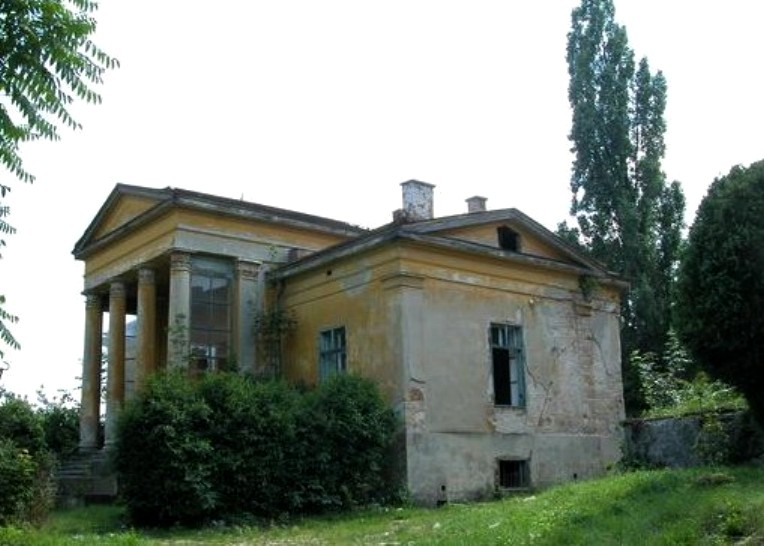
Bp. XII., Diana út 17/a, 1844 (lakatlan villa)
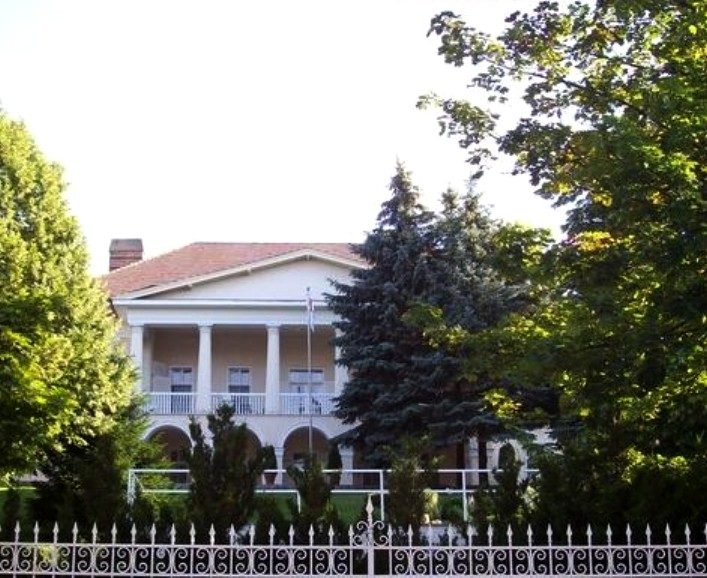
Lybasinszky-villa, Bp. XII., Mátyás király út 14/c, 1864